# Frydek-Mistek
Frydek-Mistek (cz. Frýdek-Místek, wym. [ˈfriːdɛk ˈmiːstɛk], niem. Friedeck-Mistek) – miasto powiatowe w Czechach, w kraju morawsko-śląskim, nad Ostrawicą (dopływ Odry), na skraju Ostrawsko-Karwińskiego Zagłębia Węglowego, główny ośrodek Laszczyzny na granicy Śląska Cieszyńskiego (Frýdek) i Moraw (Místek), ok. 30 km od granicy polsko-czeskiej, u stóp Beskidu Morawsko-Śląskiego.

## Warunki geograficzne
Centrum miasta leży na wysokości 291 m n.p.m. Średnia wysokość miejskich terenów wynosi 304 m n.p.m., a niewysokie wzniesienia, otaczające centrum miasta, sięgają wysokości 330–360 m n.p.m. Najwyższe punkty dzielnicy Skalice (eksklawa) sięgają blisko 440 m n.p.m. (Skalická Strážnice 438 m n.p.m.), natomiast najwyższym punktami miasta są wzgórza Ostružná (616 m n.p.m.) i Kabátice (601 m n.p.m.) w dzielnicy Chlebovice. Na terenach miejskich istnieje szereg drobnych cieków wodnych, spływających z tych wzniesień do Ostrawicy. Większą rzeczką jest Olešná (na niej zbiornik zaporowy Olešná, cz. Vodní nádrž Olešná), przepływająca zachodnim skrajem Mistka i uchodząca do Ostrawicy już poniżej miasta. Klimat charakteryzuje się przewagą wpływów oceanicznych nad kontynentalnymi. Roczna suma opadów należy do najwyższych w kraju i wynosi 1532 mm. Średnia temperatura roku wynosi 9 °C.

## Zagospodarowanie terenów miejskich
48,9% terenów miasta stanowią ziemie użytkowane w rolnictwie i uprawach, 22,7% lasy, 3,7% wody, 5,7% zabudowania.

## Gospodarka
W mieście rozwinął się przemysł włókienniczy, hutniczy, drzewny, spożywczy oraz ciężki.

## Demografia
Dane demograficzne za rok 2021 i 2024.
| Rok             | 2021   | 2024   |
| --------------- | ------ | ------ |
| Liczba ludności | 55 006 | 53 938 |
| Liczba mężczyzn | 26 872 | 26 237 |
| Liczba kobiet   | 28 134 | 27 701 |

## Podział administracyjny

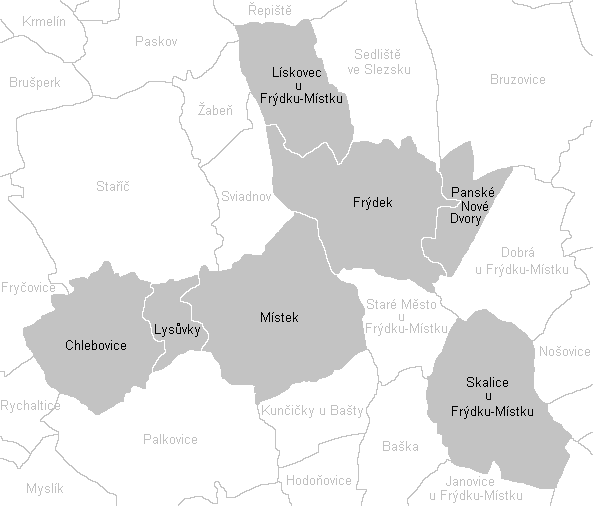
Gminy katastralne w granicach miasta

Frydek-Mistek podzielony jest na 37 obrębów ewidencyjnych składających się na 7 dzielnic i 7 gmin katastralnych. Gmina katastralna Lysůvky obejmuje dwie dzielnice (Lysůvky i Zelinkovice), a gmina katastralna Panské Nové Dvory znajduje się w dzielnicy Frýdek.
 Dzielnice: Frydek • Mistek • Chlebovice • Lískovec • Lysůvky • Skalice • Zelinkovice
| Obszar              | czes.             | niem.        | 1943 | 1945 | 1947 | 1954 | 1960 | 1979 | 1980 | 1990 | 1992 |
| ------------------- | ----------------- | ------------ | ---- | ---- | ---- | ---- | ---- | ---- | ---- | ---- | ---- |
| Frydek              | Frýdek            | Friedeck     | T    | T    | T    | T    | T    | T    | T    | T    | T    |
| Misteka             | Místek            | Friedberg    | T    | T    | T    | T    | T    | T    | T    | T    | T    |
| Koloredów           | Koloredov         | Colloredow   | T    | T    | T    | T    | T    | T    | T    | T    | T    |
| Leskowiec           | Lískovec          | Leskowetz    | T    |      | T    |      |      | T    | T    | T    | T    |
| Stare Miasto        | Staré Město       | Altstadt     | T    |      | T    |      |      | T    | T    |      |      |
| Świadniów           | Sviadnov          | Swenser      | T    |      | T    |      |      | T    | T    | T    |      |
| Pańskie Nowe Dworyb | Panské Nové Dvory | Neuhof       |      |      |      |      | T    | T    | T    | T    | T    |
| Lotrynkowicec       | Lysůvky           | Lotrinkowitz |      |      |      |      |      | T    | T    | T    | T    |
| Zelinkowice         | Zelinkovice       | Halbransdorf |      |      |      |      |      | T    | T    | T    | T    |
| Chlebowice          | Chlebovice        | Chlebowitz   |      |      |      |      |      | T    | T    | T    | T    |
| Skalicad            | Skalice           | Skalitz      |      |      |      |      |      |      | T    | T    | T    |
| Starzycz            | Staříč            | Staritsch    |      |      |      |      |      |      | T    |      |      |

a Wraz z włączonym do niego w 1908 roku Koloredowem; 
b Wyłączone z gminy Październa; 
c Wraz z włączonymi do nich w 1954 roku Zelinkowicami; 
d Po odłączeniu od Frydka-Mistka Starego Miasto w 1990 roku, Skalica stała się jego eksklawą.

## Historia
Miasto Frydek zostało założone pod koniec pierwszej połowy XIV wieku na gruntach miasteczka Jamnica w granicach księstwa cieszyńskiego. Pierwsza wzmianka wiązana przez badaczy z historią Frydka to pochodzący z 1305 r. wykaz dziesięcin biskupstwa wrocławskiego, wspominający o osadzie Jannutha, interpretowanej jako poprzedzająca Frydek Jamnica. Pewniejsze informacje przynosi treść aktu zhołdowania piastowskiego księcia Kazimierza I cieszyńskiego królowi Czech Janowi Luksemburskiemu z 1327 r., w którym wymieniony został „…Jamnicz opid(um) cum municionibus…”, co potwierdza istnienie grodu strzegącego przeprawy przez rzekę w tym miejscu, wzniesionego najpewniej przed 1290 r. Około końca połowy XIV w. następuje lokacja miasta Frydek (pierwsze bezpośrednie wzmianki dopiero z 1386 i 1416 r.), zaś w 1353 r. na mocy przywileju Kazimierza I jego zwierzchność jako ośrodka administracji zostaje rozszerzona po Skoczów. Prawdopodobnie z tym okresem należy wiązać budowę murowanego zamku w zachodniej części miasta, oddzielonego fosą. Zamek ten był m.in. jest wzmiankowany w 1434 r. przy okazji oddania pod zastaw Arnoštovi Tworkowskiemu za 500 kop groszy czeskich. Miasto szybko stało się jednym z najważniejszych w księstwie. Wyodrębnienie się frydeckiego państwa stanowego naprowadziło jednak region w widłach rzek Ostrawicy i Łucyny na osobne tory. W przeciwieństwie do reszty Śląska Cieszyńskiego Reformacja nie odegrała tu większej roli, a językiem dominującym również wśród miejscowej ludności był język morawski względnie czeski. Za sprawą ukończonego w 1759 roku kościoła Nawiedzenia Marii Panny Frydek stał się jednak najważniejszym ośrodkiem pątniczym Śląska Cieszyńskiego.
Położony na lewym, morawskim brzegu Ostrawicy, na szerokiej nadrzecznej niwie Mistek po raz pierwszy wspominany był w 1267 r. pod nazwą Friedeberk. W 1402 roku książę Przemysław I Noszak odkupił w dzierżawę kilka wsi morawskich państwa hukwaldzkiego na zachód od rzeki Ostrawicy. Wśród nich znajdowała się miejscowość Newensteil – późniejszy Mistek. W połowie XVI w. jednostka wymieniana była jako Městko, jednak już od XV w. występowała także pod późniejszą nazwą Místek.
Mistek rozwijał się jako przedmieście Frydka aż do 1581 roku, kiedy powrócił do Państwa Hukwaldzkiego, jednak jego gwałtowny rozrost nastąpił dopiero w XIX wieku wraz z rozwojem przemysłu lnianego, a później bawełnianego który rozsławił dwumiasto. W tym czasie nastąpił przyrost ludności oraz germanizacja. W 1908 do Mistka przyłączono osadę Koloredov. Frydek należał wówczas do jednych z najbardziej uprzemysłowionych miast Śląska Cieszyńskiego i bywał podobnie jak Bielsko nazywany śląskim Manchesterem.
Po I wojnie światowej Polska nie wnosiła pretensji do Frydka i okolic jako terenów w większości zamieszkanych przez ludność czeską. W związku z tym w 1918 roku Frydek wraz z Mistkiem znalazł się w granicach Czechosłowacji. Wówczas pojawiły się pierwsze niezrealizowane pomysły połączenia obu miast. W 1938 wojska polskie nie zajęły ziemi frydeckiej (nie zalicza się jej więc, przynajmniej nie całą, do tzw. Zaolzia). W marcu 1939 roku Niemcy zajęli zarówno Frydek, jak i Mistek wcielając obydwa miasta do Protektoratu Czech i Moraw. Koszary w Mistku (cz. Czajankova kasárna) były jedynym miejscem, w którym wojska czechosłowackie stawiały opór wkraczającym wojskom niemieckim.
1 stycznia 1943 roku połączono Frydek, Mistek i kilka okolicznych wsi w miasto Frydek-Mistek. W maju 1945 ciężkie walki o miasto pomiędzy wycofującą się armią niemiecką i oddziałami Armii Czerwonej (zakończone 4 maja wyparciem Niemców na Morawy). Po wojnie Frydek-Mistek włączono ponownie do Czechosłowacji, zachowując dokonaną przez Niemców decyzję o połączeniu miast. Jako miasto powiatowe stanowiące zaplecze dla Zagłębia Ostrawsko-Karwińskiego Frydek-Mistek rozwinął się w sporej wielkości ośrodek miejski. W 1967 r. otrzymał nowy herb, wskazujący na jego „dwumiejskość”. W 1970 liczył niespełna 44 tysiące mieszkańców, w 1980 ponad 56 tysięcy, a w 1992 ponad 65 tysięcy. W międzyczasie przyłączano kolejne podmiejskie gminy: Lískovec, Sviadnov, Staříč, Lysůvky, Zelinkovice, Chlebovice. Odbywało się to często bez poparcia mieszkańców tych gmin. W 1991 samodzielność odzyskały Sviadnov i Stařič.

## Zabytki

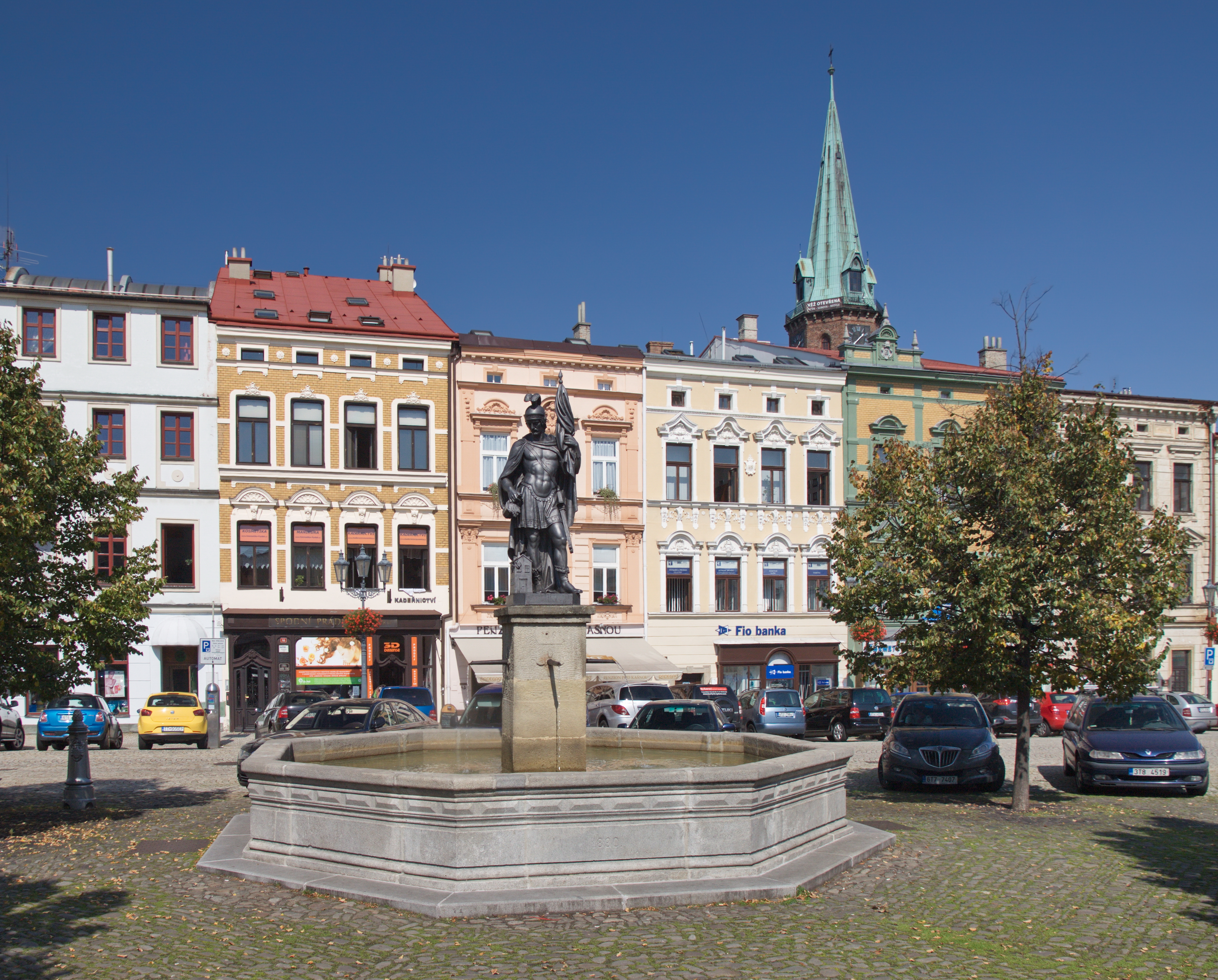
Rynek we Frydku

Zespół zabudowy rynku we Frydku (cz. Zámecké náměstí) z domami z XVII–XIX w., prezentującymi style od renesansu przez barok, klasycyzm, empire po secesję. Na rynku barokowa fontanna z figurą św. Floriana.

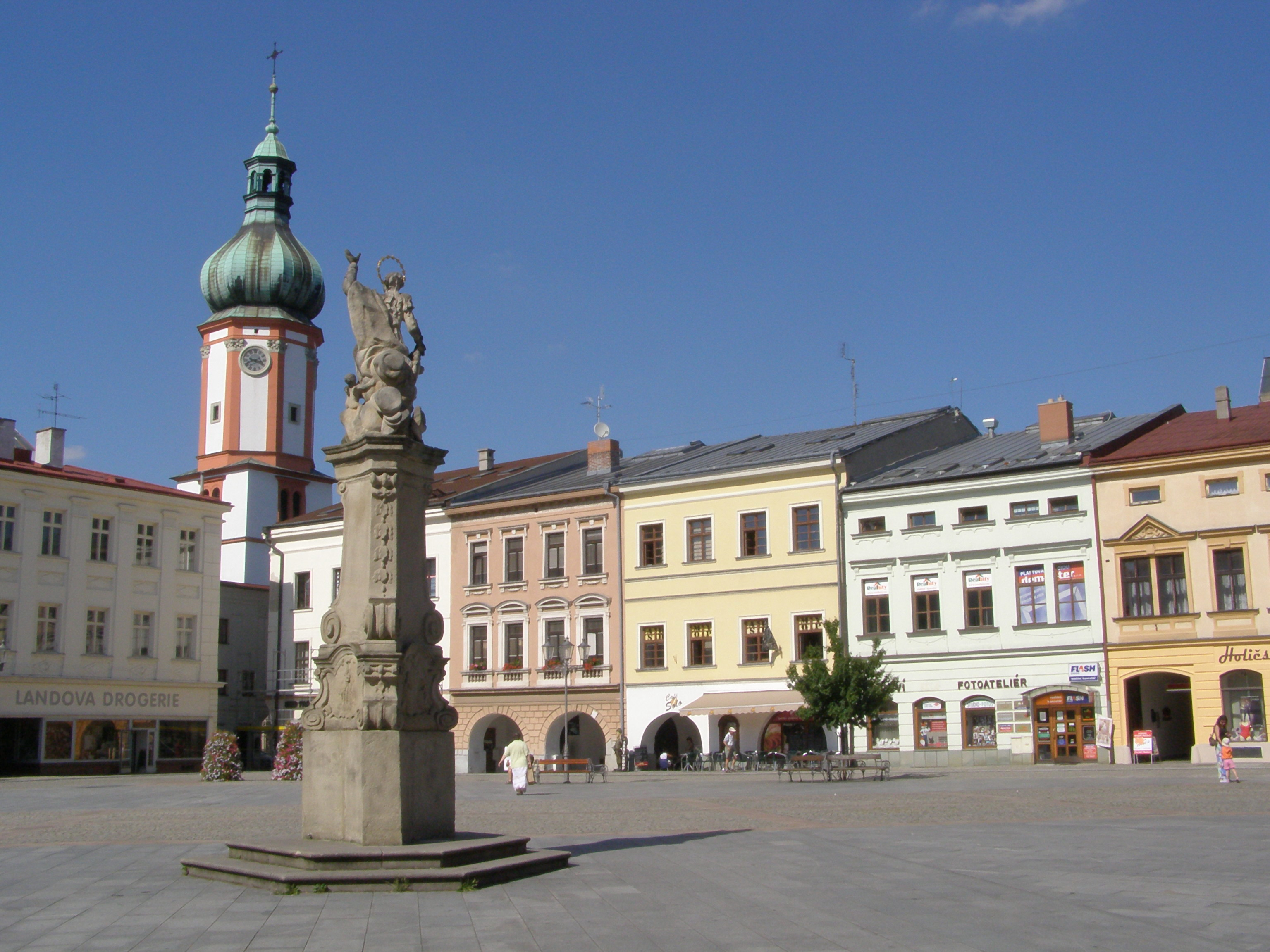
Rynek w Mistku

Zespół zabudowy rynku w Mistku (cz. Náměstí Svobody) z domami z XVII–XIX w., po części z arkadowymi podcieniami, prezentującymi style od późnego renesansu przez barok po klasycyzm. W domu nr 1 (z 1641 r.) w 1781 r. spotkali się cesarz Józef II z królem Prus, Fryderykiem II. W centrum barokowa kolumna maryjna.

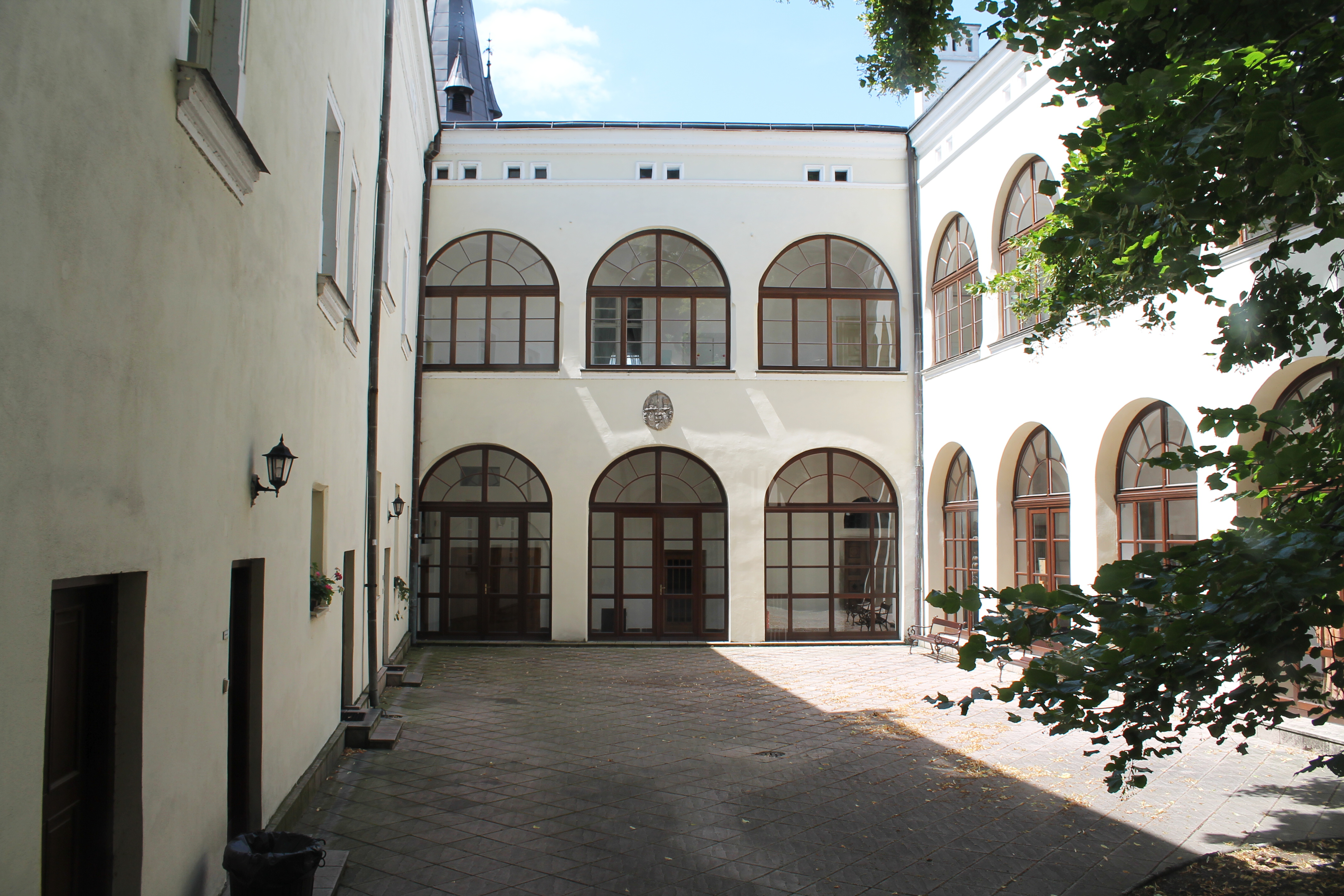
Dziedziniec frydeckiego zamku

Zamek książąt cieszyńskich (cz. Frýdecký zámek) przy frydeckim rynku, gotycki z I połowy XIV w. (pierwsza wzmianka o grodzie w 1327 r.). Rozbudowany w XVI w. w stylu renesansowym (dobudowa skrzydeł wschodniego, południowego i zachodniego). Po pożarze przebudowany wczesnobarokowo (1636–1651) i barokowo (koniec XVIII w.). Na początku XIX w. Habsburgowie nadali mu szereg cech klasycystycznych. Posiada 2 dziedzińce, 4 duże sale i ponad 60 izb, częściowo z historycznym mobiliarzem. Obecnie jest siedzibą Muzeum Beskidów (cz. Muzeum Beskyd), które w 13 salach prezentuje historię, etnografię i przyrodę regionu. W pozostałych pomieszczeniach odbywają się wystawy, koncerty, spektakle teatralne i in.

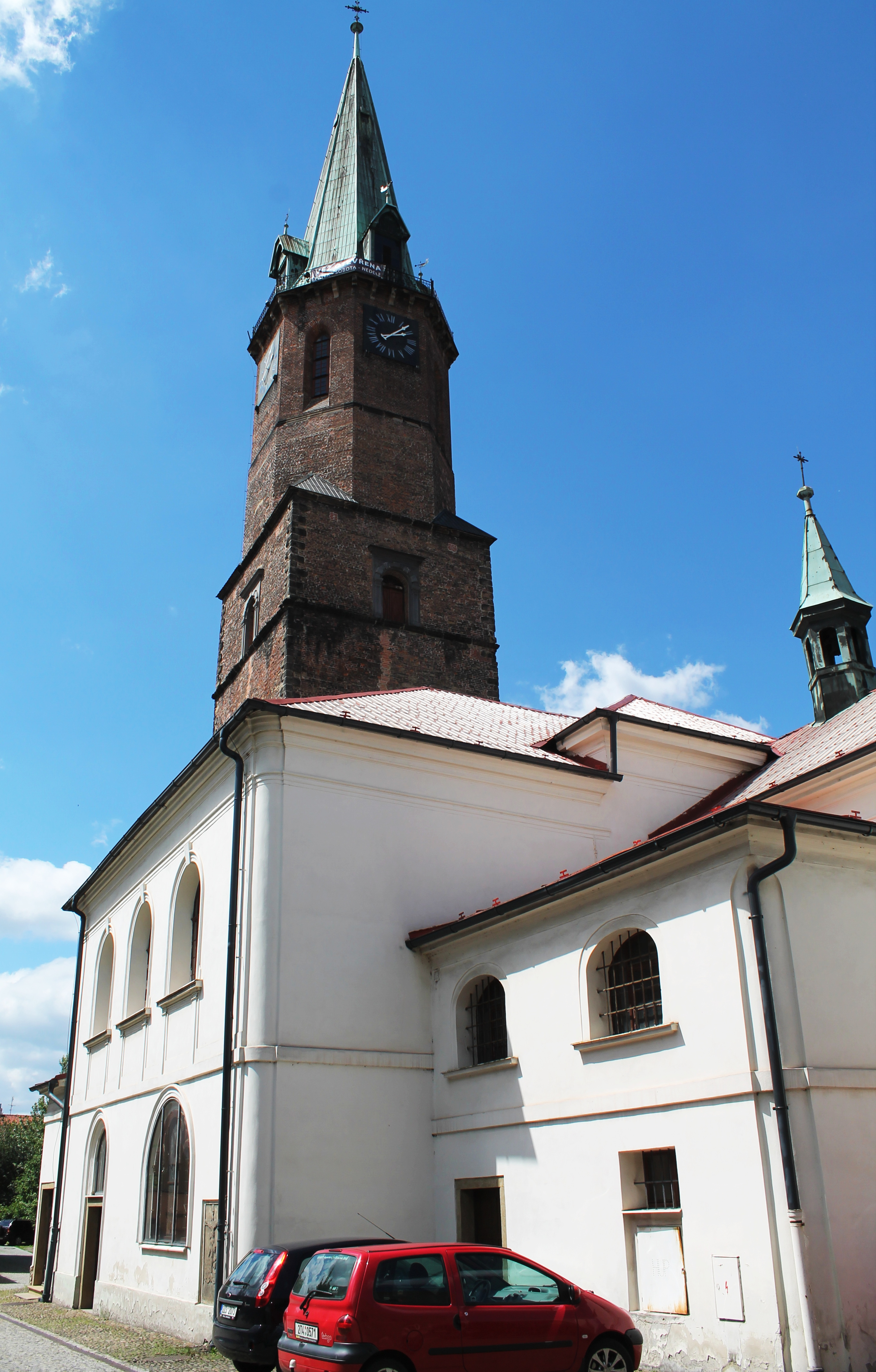
Kościół św. Jana Chrzciciela

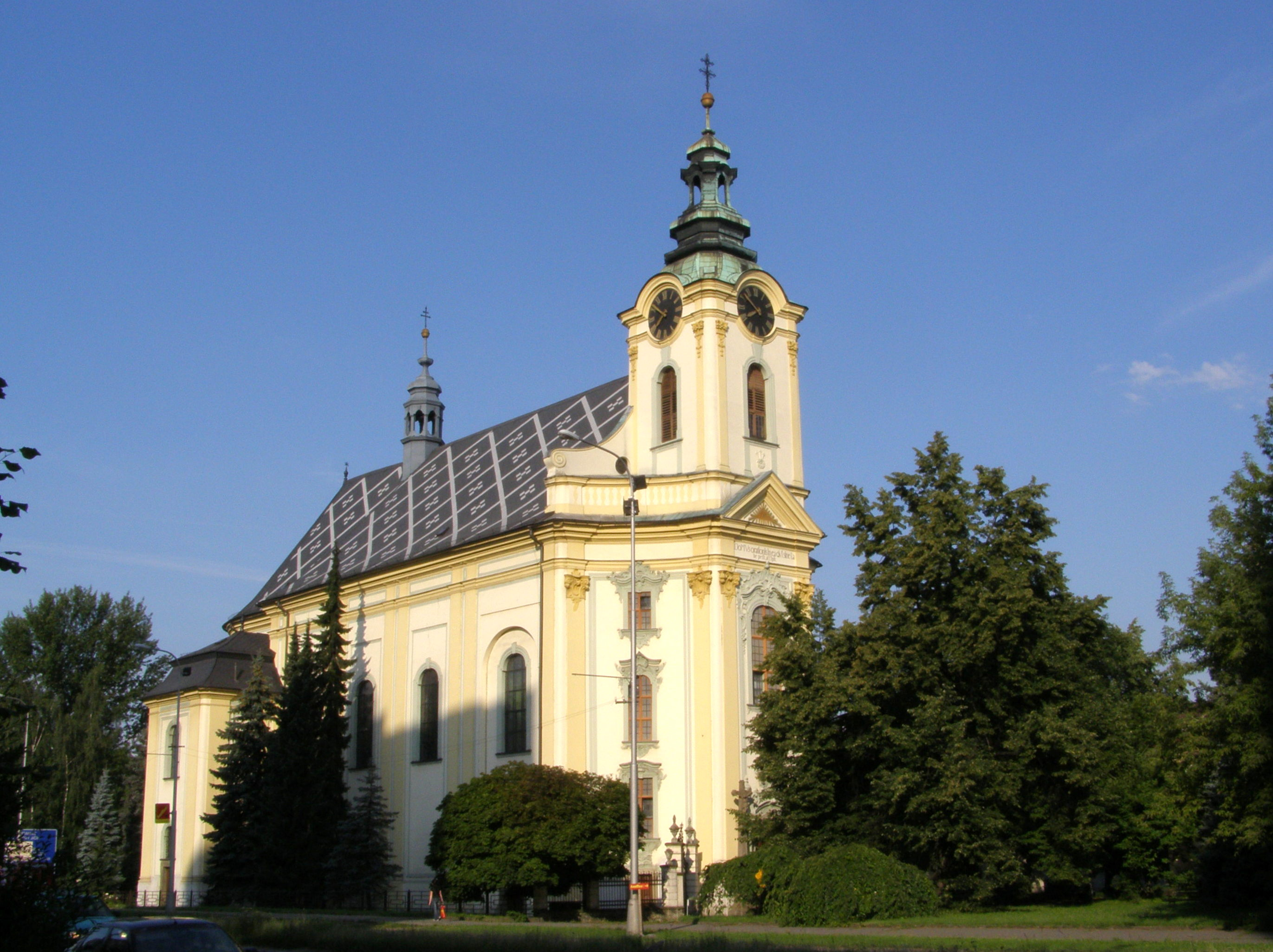
Kościół św. Jana i Pawła

Kościół parafialny św. Jana Chrzciciela we Frydku. Murowana, gotycka bazylika trójnawowa z połowy XV w. Przebudowany barokowo w 1626 (dobudowana wieża i kaplica) i w XVIII w. W bocznych nawach sklepienia gwiaździste. W krypcie XVII-wieczne płyty nagrobne. Przy północnej ścianie kościoła kaplica pod wezwaniem Marii Panny Bolesnej i dawny szpital Hertzschlegerów.

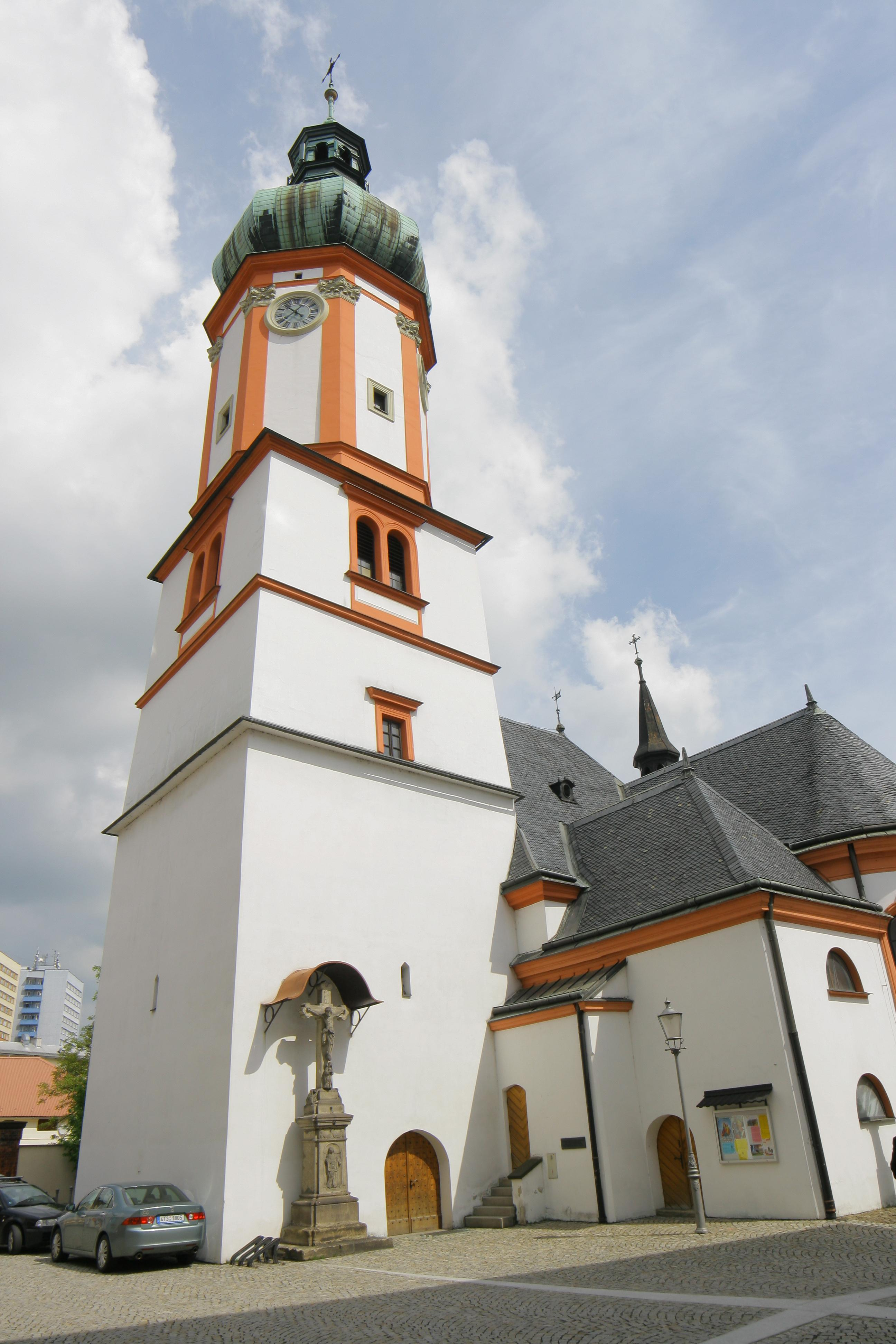
Kościół św. Jakuba Starszego

Kościół św. Jakuba Starszego w Mistku (plac Farni náměsti), najstarsza świątynia w mieście. Murowany, jednonawowy, z elementami zarówno gotyckimi (prezbiterium 1382) jak i renesansowymi (nawa 1626) oraz barokowymi (wieża); w 1887 przebudowany w stylu neoromańskim. Obok kościoła barokowe figury św. Franciszka, św. Antoniego i św. Józefa z końca XVIII w.

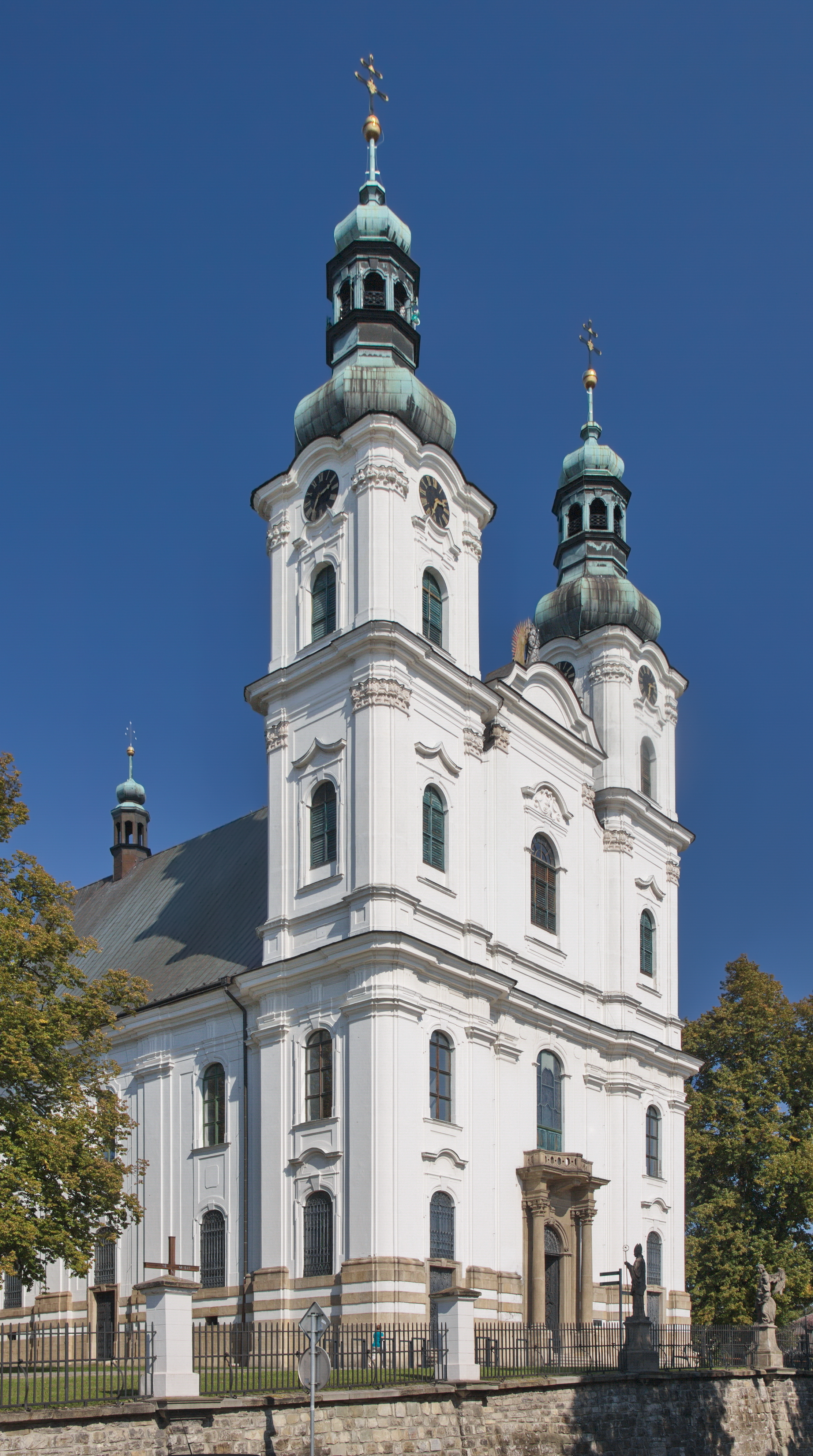
Bazylika Nawiedzenia Panny Marii

Bazylika Nawiedzenia Panny Marii we Frydku (plac Mariánské náměsti) projektu Bartłomieja Wittnera z lat 1740–1759. Barokowa, dwuwieżowa fasada, krypta w podziemiach. Wokół kościoła cenne, barokowe figury świętych oraz stacje drogi krzyżowej z końca XVIII w. Znany cel pielgrzymek, zwłaszcza wśród mieszkańców Hany, z uwagi na słynąca łaskami figurkę Matki Boskiej Frydeckiej. Według legendy rzeźba została znaleziona w połowie XVII w. w jaskini we wzgórzu Vápenka, na którym później postawiono kościół. Gdy próbowano przenieść ją do któregokolwiek z istniejących już wówczas kościołów, stale wracała w to miejsce. Tytuł bazyliki mniejszej nadany w 1999 r. przez papieża Jana Pawła II.

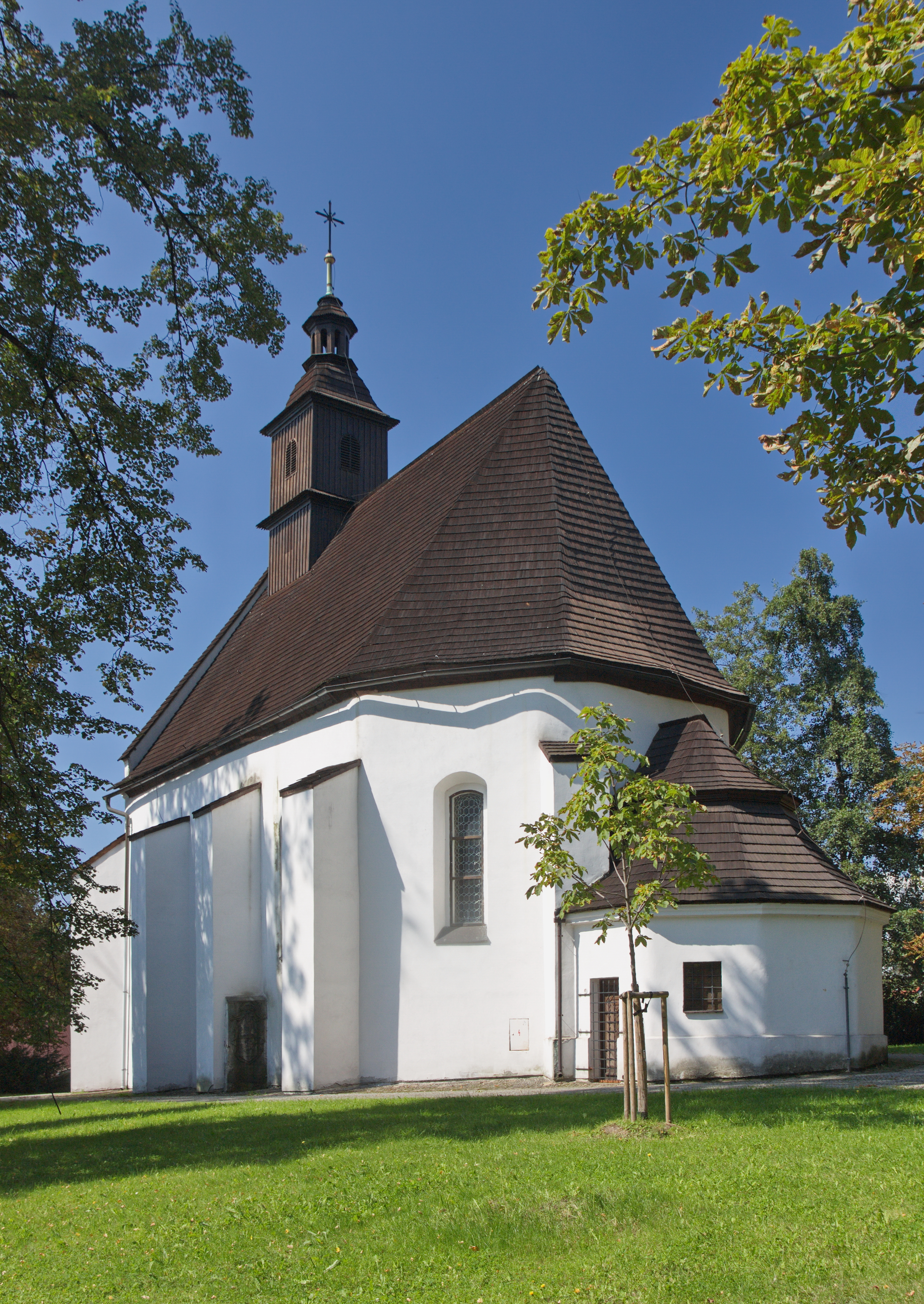
Kościół św. Jodoka

Kościół św. Jodoka we Frydku w parku zw. Sady Komenského. Murowany, renesansowy z początku XVII w. z drewnianą wieżą, kryty gontem. Wewnątrz cenne drewniane rzeźby. Zbudowano go w 1612 r. na ówczesnym przedmieściu Frydka kosztem Jana Bruntálskiego z Vrbna.
Kościół parafialny św. Jana i Pawła w Mistku. Murowany, z lat 1763–1767, utrzymany w stylu rokokowym. Jeden z cenniejszych przykładów tego stylu na Morawach.
Kościół Wszystkich Świętych w Mistku (Frýdlantská ul.). Murowany, jednonawowy, z I. ćwierci XVIII w. Wybudowany na ówczesnym przedmieściu Mistka. Reprezentuje architekturę wczesnobarokową z zatartymi elementami renesansowego systemu sklepień w prezbiterium i nawie. W otoczeniu kościoła kamienne rzeźby z trzeciej ćwierci XVIII i połowy XIX wieku.

## Galeria

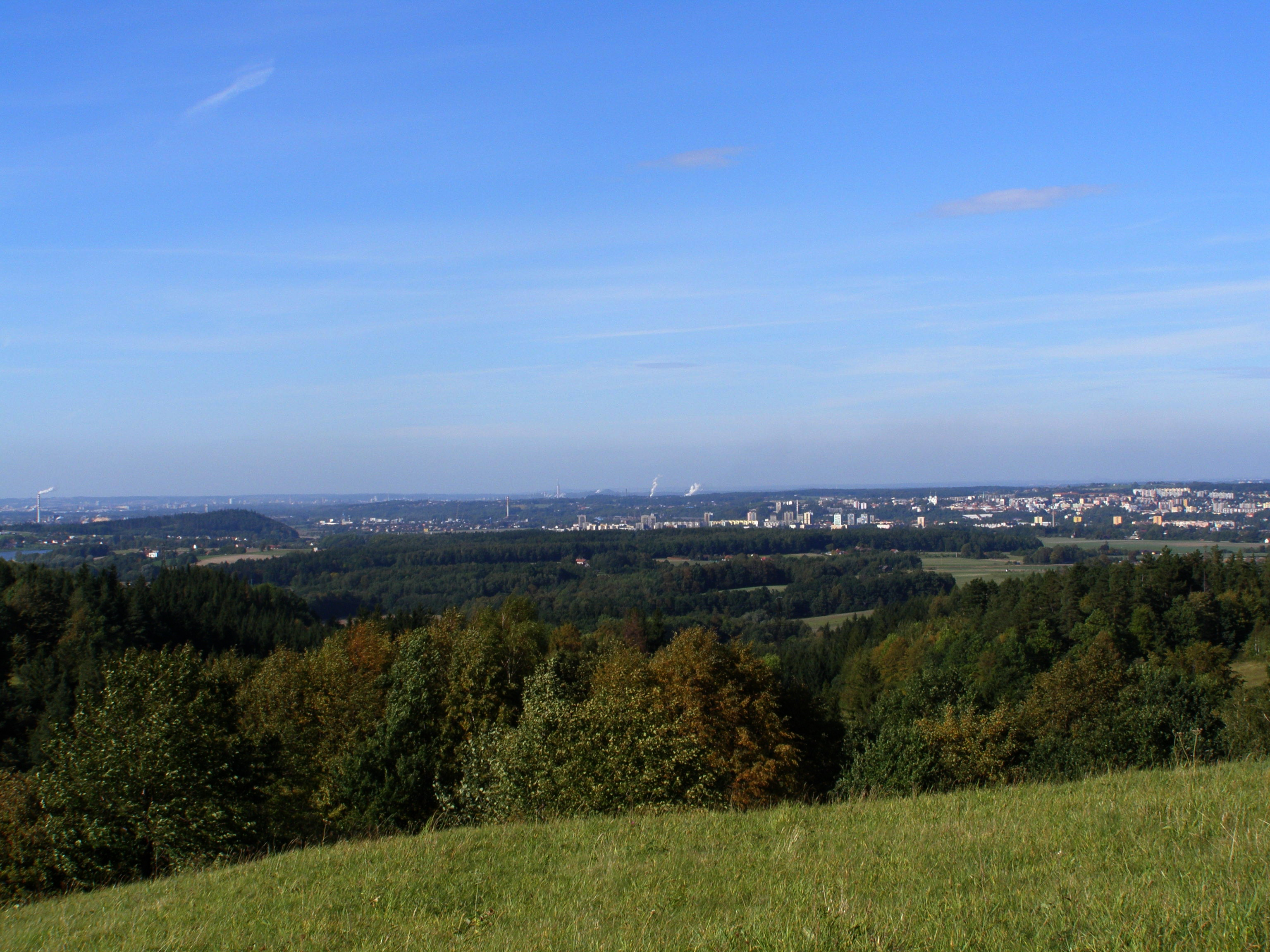
Panorama
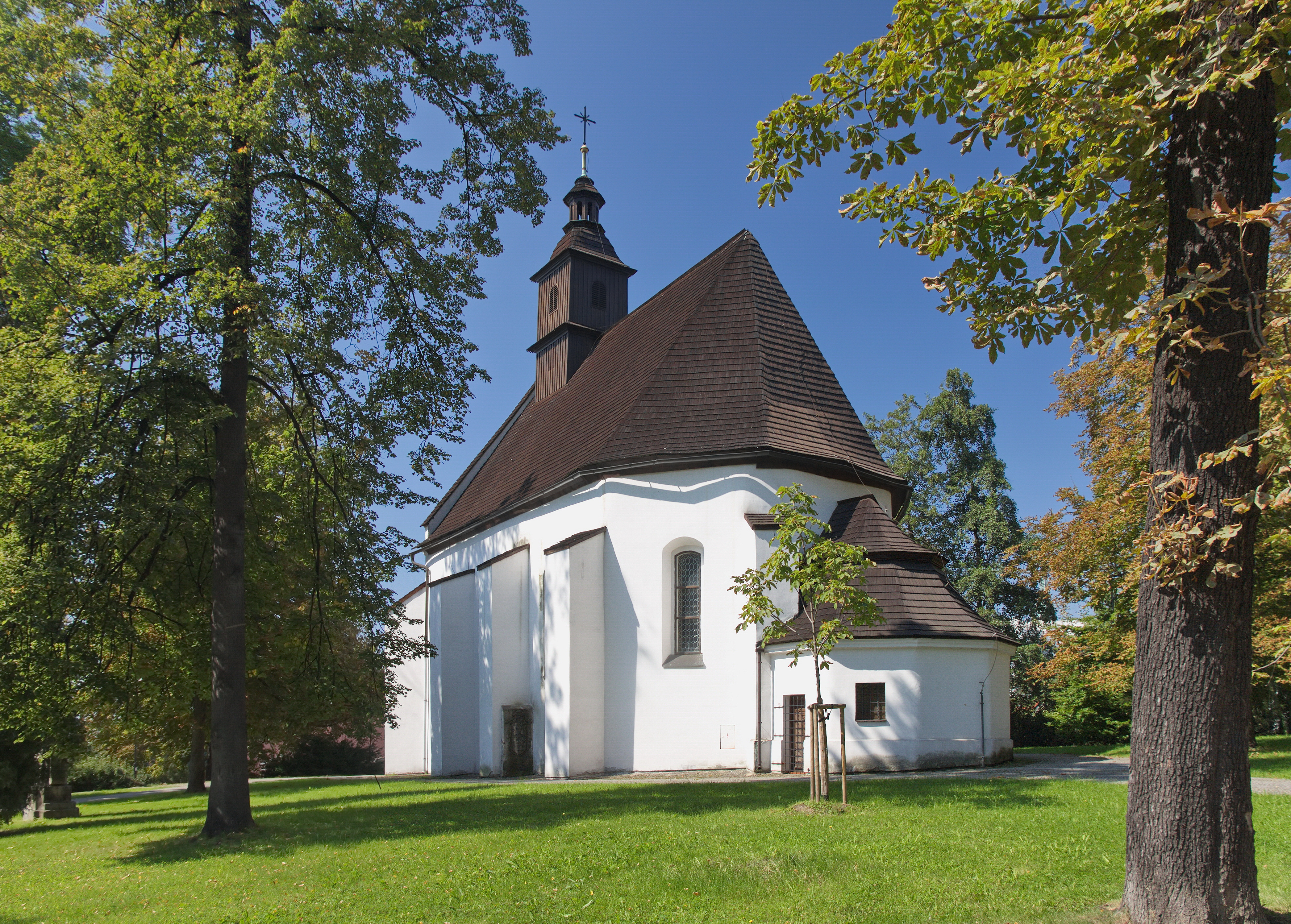
Kościół św. Jodoka
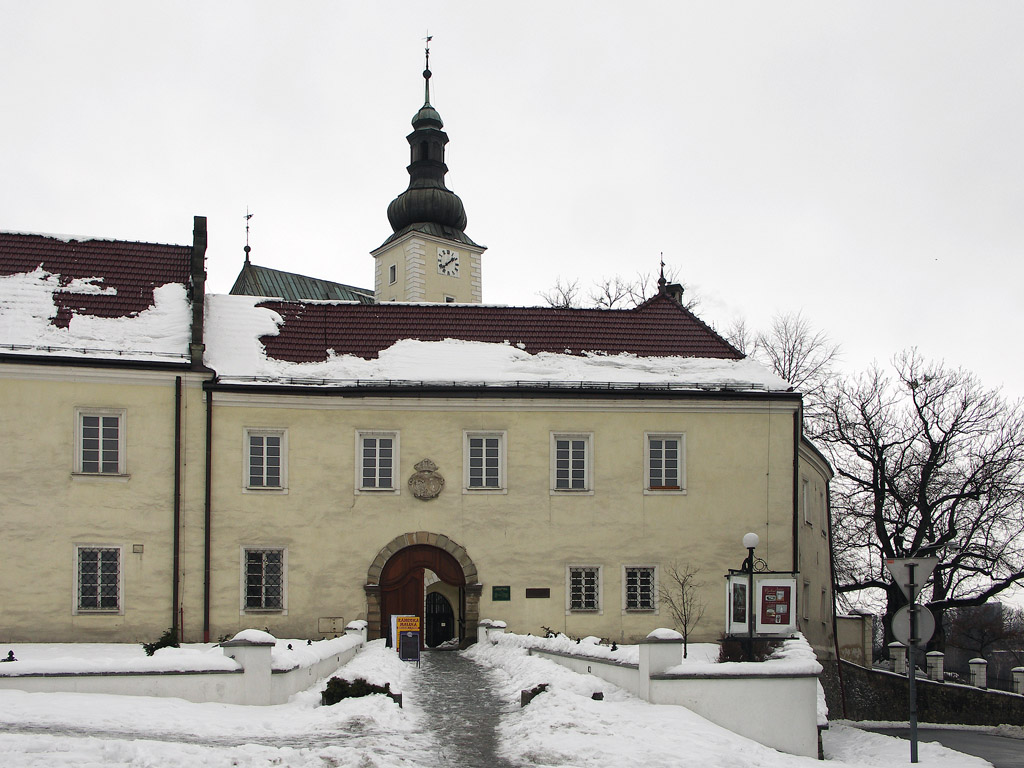
Zamek frydecki w zimie
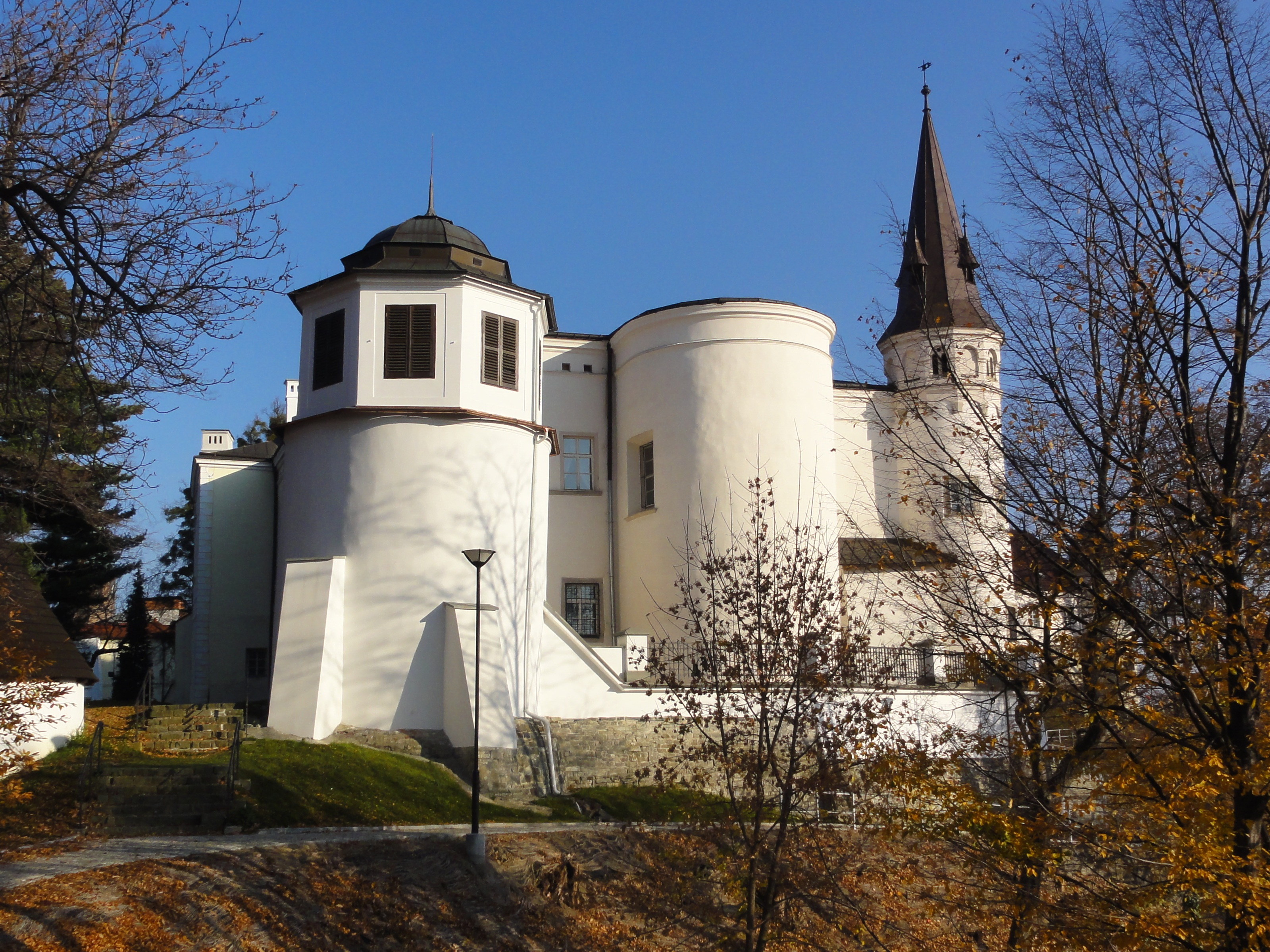
Zamek frydecki jesienią
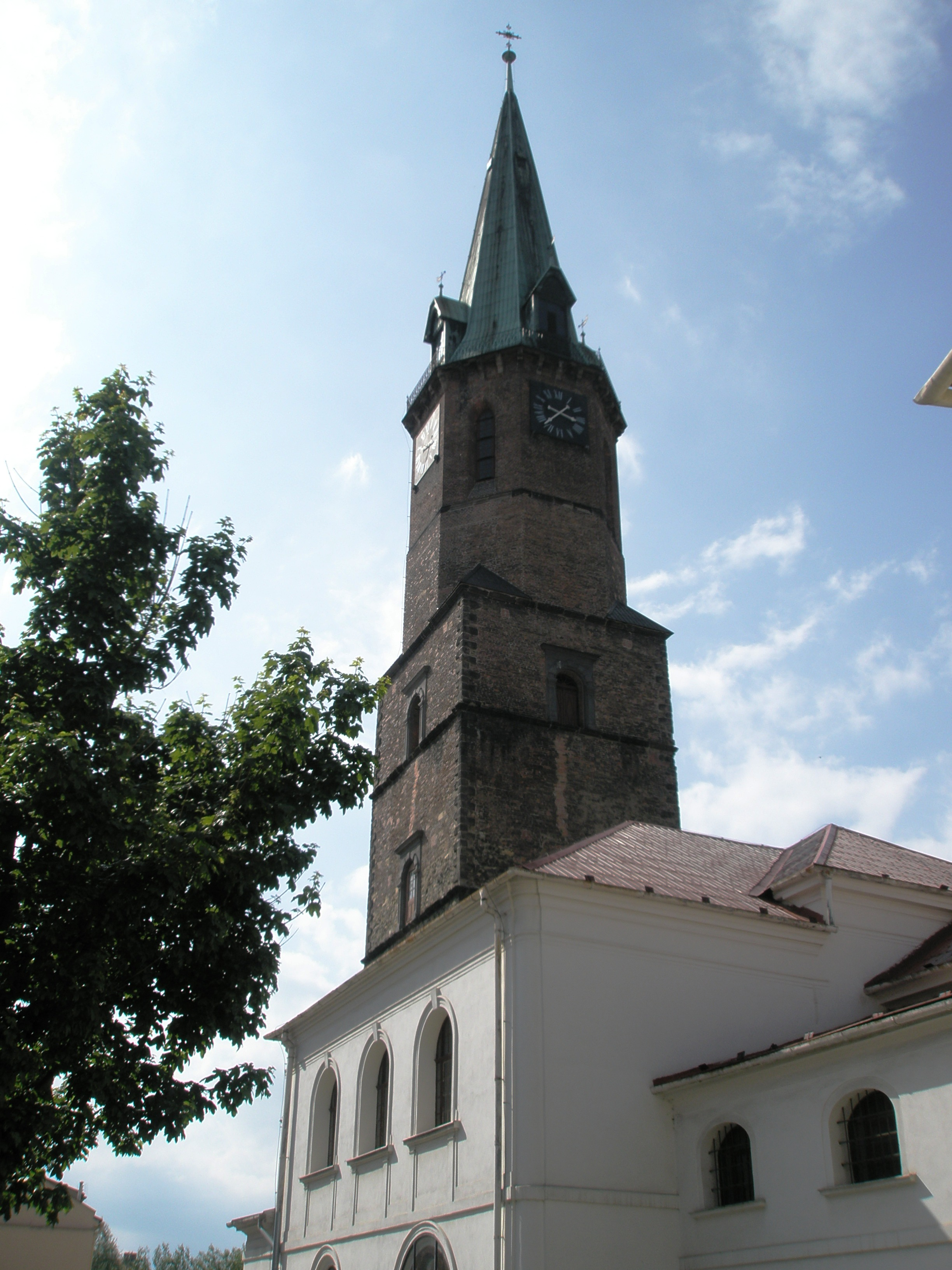
Kościół św. Jana Chrzciciela
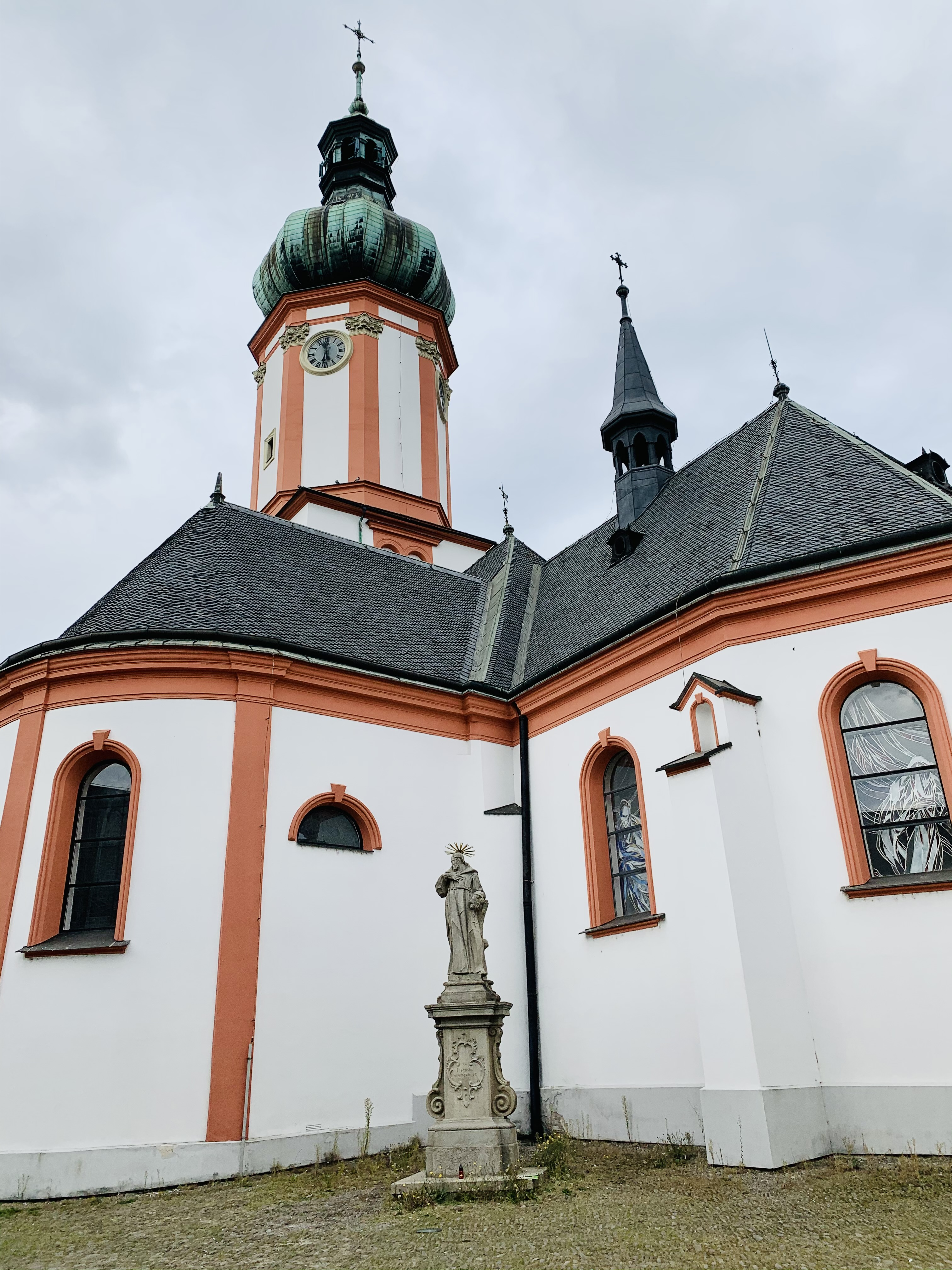
Kościół św. Jakuba Starszego
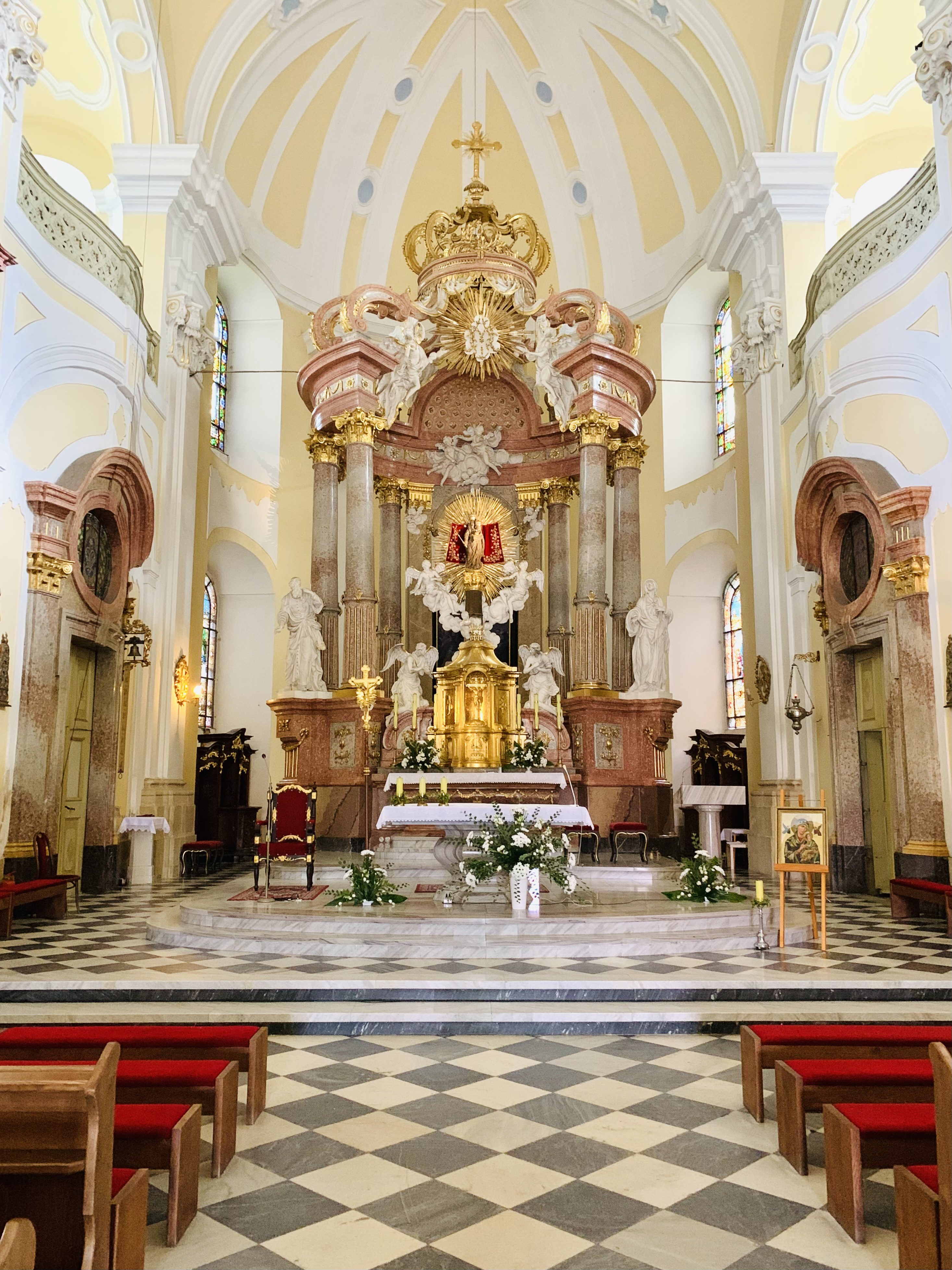
Wnętrze bazyliki Nawiedzenia Marii Panny

## Współpraca
Miejscowości partnerskie:
- Bielsko-Biała, Polska
- Harelbeke, Belgia
- Mysłowice, Polska